# Harry Aikines-Aryeetey
Harry Leslie Aikines-Aryeetey (Londres, 26 de agosto de 1988) es un deportista británico que compite en atletismo, especialista en las carreras de relevos.
Ganó una medalla de bronce en el Campeonato Mundial de Atletismo de 2009 y tres medallas en el Campeonato Europeo de Atletismo, en los años 2014 y 2018.
Participó en los Juegos Olímpicos de Río de Janeiro 2016, ocuoando el quinto lugar en la prueba de 4 × 100 m.

## Palmarés internacional
| Campeonato Mundial | Campeonato Mundial | Campeonato Mundial | Campeonato Mundial |
| Año                | Lugar              | Medalla            | Prueba             |
| ------------------ | ------------------ | ------------------ | ------------------ |
| 2009               | Berlín (Alemania)  | Medalla de bronce  | 4 × 100 m          |
| Campeonato Europeo |                    |                    |                    |
| Año                | Lugar              | Medalla            | Prueba             |
| 2014               | Zúrich (Suiza)     | Medalla de oro     | 4 × 100 m          |
| 2014               | Zúrich (Suiza)     | Medalla de bronce  | 100 m              |
| 2018               | Berlín (Alemania)  | Medalla de oro     | 4 × 100 m          |